# 曾文欽隨機殺人事件
曾文欽隨機殺人事件，又稱湯姆熊割喉案，是2012年12月1日上午9時18分（UTC+8），發生於台灣臺南市的随機殺人事件。犯人曾文欽（1982年—）。此事件為台灣犯罪史上第二件隨機殺人事件，事件發生後震驚臺灣社會，引起輿論一片譁然。

## 事件背景、經過

### 作案之前
曾文欽國小畢業後即未升學，12歲時父母離異。進入職場後，工作環境均為成年同事，而無與其年齡相仿之同伴；自此之後即沉默寡言，少與他人交往，亦鮮與家人互動及交談。長期有憂鬱、激躁、焦慮、精神官能性憂鬱症等病史。
案發前，曾文欽於臺南市北區大興街菜市場旁租賃一小套房，多年來均以打零工維生，勉強餬口度日。

### 案發過程
2012年12月1日上午8時許，方姓男童與李姓男童一起前往臺南市南區金華路一段湯姆熊歡樂世界台南金華店打電動，兩人為同學。
當日上午8時27分，曾文欽進入湯姆熊歡樂世界台南金華店，一邊打電動，一邊觀察店內動靜。9時16分，曾嫌前往店內廁所開始勘查地形，在廁所短暫停留20秒後，隨即出來前往店內大廳尋找目標。曾文欽剛好看到方姓男童與李姓男童兩人在店門口打電動，主動趨前跟兩童搭訕。曾嫌首先跟李童搭訕，見李童不理會他，隨即轉身以相同口吻跟李童旁邊的方姓男童搭訕，方姓男童則不疑有他，跟隨曾嫌而去。9時18分，曾嫌誘騙方姓男童到男廁所後，隨即取出身上的摺疊刀往方姓男童的咽喉重重割了兩刀，男童的頸動脈因此斷裂，氣管也被割斷。9時20分，曾嫌獨自一人不慌不忙離開該店，騎乘輕型機車逃逸。9時28分，清潔工進入男廁所準備清掃，發現方姓男童呈仰倒姿勢躺在廁所隔間內，報警處理。

### 案發之後
曾文欽殺人後，即驅車返回租屋處，換洗身上沾染方姓男童的血跡衣物，隨即到附近「四海釣蝦場」的附設網咖包廂睡覺，還將車牌拔掉。當日下午6時20分，當地警察在該釣蝦場樓下發現曾文欽的機車，隨即入內將他逮捕。曾文欽在被捕後直言：「犯案前有上網查過，現在台灣殺1、2個人也不會判死刑，我就被關在牢裡一輩子就好。」又說：「如果今天犯案後沒有被抓，我以後還要再去殺人，直到被捕為止。」
但在案件審理過程，曾文欽卻向精神鑑定醫師表示自己其實是為了自殺而殺人。曾文欽說：「因為如果失敗的話，就不會被判死刑。我完全沒有想要吃免費牢飯。想吃牢飯的話，竊盜、搶劫都可以。我是想自殺才殺人，因為先前自殺多次都不成。」並表示「說殺一、兩個人不會判死刑，是覺得說得越可惡，死得越容易。」 曾文欽在2008年間至台南醫院就診時就曾向醫生吐露自殺原因以及自殺未成的情形，並留有病例文書記載。

## 反應及影響
此事件為台灣犯罪史上第二件隨機殺人事件，由於遭曾文欽殺害身亡的方姓男童為年僅10歲的國小男童，更讓台灣社會高度重視此事件。曾文欽在被捕後直言「犯案前有上網查過，現在台灣殺1、2個人也不會判死刑，我就被關在牢裡一輩子就好」，又說「如果今天犯案後沒有被抓，我以後還要再去殺人，直到被捕為止」。
這番話引起輿論一片譁然，使社會大眾因此重新討論死刑存廢問題。律師林石猛感嘆：「他（曾文欽）確實點出台灣的司法實務，不要說殺人很少被判死刑，就算死刑定讞都可以不執行。台灣司法實在有很大反省空間。」中華民國兒童權益促進會理事長王薇君慰問方童父親，並和促進會人員在網路發起連署活動，預計一週後集結到10萬份民意，她就要到法務部遞交連署書，促使法務部判決嫌犯死刑、執行死刑。
不少抗議的輿論聲浪直指廢死聯盟。廢死聯盟表示，就算執行死刑，問題仍未解決。廢死聯盟執行長林欣怡表示，她認為曾文欽會犯案完全是大眾的責任，要大眾改善社會問題、降低犯罪發生，而不是將殺害孩童的犯罪人治罪；她說，得知此事件後，她會更加強推動廢除死刑、保護犯罪者；她還說，許多人批評不應用稅金養死刑犯，但目前台灣監獄中的受刑人須勞動以負擔膳食費用，而且監獄營收會納入犯罪被害人保護基金。「宅神」朱學恆引用《聯合報》的實際數據指稱，台灣的監獄完全不是林欣怡所說的情況，監獄營收根本入不敷出、須依靠國庫彌補，林欣怡為了保護犯罪者而說謊，令人惋惜。另外，網路言論也批評林欣怡認為殺害方童的曾文欽反而比方童更是需要關懷的弱勢；林欣怡表示「請大家不要為難弱勢」，部份網友對於廢死聯盟的發言群情憤慨：「割喉男是弱勢？請廢死聯盟不要再跳針發言了好嗎？」
2012年12月21日，中華民國法務部核准執行曾思儒、洪明聰、黃賢正、陳金火、廣德強、戴德穎六名死刑犯的槍決，一般認為係受此事件影響。
2012年6月臺南市議會通過、12月6日臺南市政府公告實施的《臺南市電子遊戲場設置自治條例》，其第4條明定，未來申請在臺南市設立之電子遊戲場，需距離學校與醫院1,000公尺。
此事件過後，湯姆熊歡樂世界台南金華店打掉原本廁所，改在員工辦公室旁建廁所，廁所內裝設3個緊急按鈕；店內也增加監視器隨時注意異常人士的狀況，員工人手一支無線電對講機。

## 審判

### 移送地檢署與聲請羈押獲准
這起隨機殺人案受到台灣社會各界的重視。曾文欽被捕後，負責承辦此案的台灣台南地方法院檢察署檢察官蔡英俊未等警方移送地檢署，自己主動驅車前往曾嫌所在分局親自進行偵訊，並且在偵訊過後以曾嫌所犯本刑為5年以上重罪、並有逃亡之虞等理由向台灣台南地方法院聲請羈押獲准。

### 檢察官公訴
2013年1月9日，台灣台南地方法院檢察署提起公訴，求處曾文欽死刑，理由是認為曾文欽手段冷酷、兇殘、毫無人性，對社會治安危害極大，有與社會永久隔絕的必要。

### 一審判決
2013年7月30日，台南地方法院一審宣判，判決曾文欽無期徒刑、褫奪公權終身，理由是認為被告毫無尊重生命、愛護弱小之觀念。但判決書又認為，死刑亦為極其殘酷之刑罰，任何承認死刑制度之文明國家均應以敬謹嚴肅之態度審慎行使，古人所云「求其生而不得」即前述思維之具體呈現；刑事被告若有絲毫不應量處死刑之原因，國家即不應以此殘酷之刑罰施加其身。判決書認為，曾文欽長期受精神官能性憂鬱症、社交恐懼症、睡眠障礙及潛伏型精神分裂病等疾病所苦，且生活於一個較為封閉之成長環境，而較無法正確判斷獲取之資訊是否正確，並非全然泯滅人性，仍有教化改過的可能。被害者家屬與中華民國兒童權益促進協會對一審判決相當難過。

### 二審判決
2014年10月6日，臺灣高等法院台南分院二審維持一審判決，曾文欽無期徒刑，服刑前應至指定場所受監護5年。
二審判決結果再度引發社會爭議，除了引起被害者與兒童關懷團體的不平，更使社會輿論譁然。檢察官決定上訴三審。
中華民國最高法院於2014年12月31日時以二審不應僅以當時犯罪嫌疑人之案後醫學鑑定報告作為兇嫌之精神問題之依據，而是要綜合犯罪嫌疑人之犯罪前後言行為由，故撤銷二審判決並發回台灣高等法院台南分院更審。

### 更一審
2016年1月26日，臺灣高等法院台南分院更一審合議庭認為嘉南療養院醫師鑑定報告指曾男疑似有裝病情形，但並非確診，且過去多家醫院均鑑定曾男有精神病，因此無法證明確有詐病情事。曾男詳述犯案過程，顯示他行兇時意識正常，但審酌聯合國兩公約，不得對精神或智能障礙者判死刑，且今日刑罰制度並不是為了滿足「以牙還牙以眼還眼」之應報觀念，雖然執行徒刑25年之後有悛悔實據者可能假釋出獄，但若矯治無用亦可使其監禁終身，亦不致危害他人。被告罪行法理難容，但念在被告並非無教化遷善的可能，判處無期徒刑應符合罪罰相當及比例原則。方童姑姑方珮綺批：「司法早就死了，我早就沒期待了。」

### 三審
2016年5月5日，最高法院判決，曾文欽無期徒刑、褫奪公權終身定讞。